# Glen Culler
Glen Culler (Savonburg, Kansas, 7 de julho de 1927 – 3 de maio de 2003) foi um matemático e desenvolvedor de computadores estadunidense.

## Formação e carreira
Culler trabalhou no início da década de 1950 como programador no Laboratório Nacional Lawrence Berkeley, antes de reiniciar os estudos em 1954. Obteve um doutorado em matemática em 1959 na Universidade da Califórnia em Los Angeles (UCLA), orientado por Magnus Hestenes, com a tese Polar decomposition and boundary value problems for matrix differential equations. Na UCLA entrou em contato com tentativas iniciais de desenvolvimento de programas matemática simbólica. Em 1959 foi para a Universidade da Califórnia em Santa Bárbara (UCSB), onde continuou a trabalhar com o desenvolvimento do primeiro sistema computacional gráfico interativo para programação matemática, o Culler-Fried Online System. O programa foi denominado MOLSF (Mathematically Oriented Language, Single Precision, Floating Point). O sistema foi utilizado para o ensino da matemática na UCSB, e na sua introdução em 1962 foram convidados para testar o sistema os físicos Richard Feynman e John Robert Schrieffer.
O sistema da UCSB foi um dos quatro nós da ARPANET, precursor da Internet. Em 1969 os nós da UCSB e da UCLA intercambiaram o primeiro pacote de dados.
Recebeu o Prêmio Seymour Cray de 2000.
Seu filho Marc Culler é também matemático.